# May Murr
May Murr ook wel Mayy Murr (1929 - 2008) (Arabisch: مي المر ) was een Libanese historica, schrijfster, dichteres en politiek activiste. Zij was Grieks-orthodox en Libanees nationaliste, en beschouwde zichzelf zoals vele Libanese intellectuelen uit haar tijd niet als Arabisch.
Zij stichtte en leidde meerdere culturele en maatschappelijke organisaties. Zij was lid van de Société des Gens de Lettres de France en van de Société Teilhard de Chardin, gevestigd in België. Zij was ook presidente van de Academie voor Libanees Denken en was medeoprichtster van de Libanees-nationalistische Ḥurrās al-Arz.
Zij gaf les in verschillende vakken op verscheidene universiteiten en instituten zoals de Libanese Universiteit en de Libanese Militaire School, waar zij lesgaf in wiskunde, literatuur, geschiedenis, kunstgeschiedenis en aardrijkskunde. Zij was ook de zus van de Libanese politicus Michel Murr.
Zij was een van de dichters van de Anthologie de la Poésie Féminine Mondiale. Zij kreeg veel internationale waardering. De Franse dichter en oud-verzetsstrijder Jean Cayrol zei eens tegen haar "May Murr, jij hebt een onuitputtelijke poëzie in je". Said Akl, een Libanees intellectueel en nationalist, schreef in 1967 een artikel getiteld "Een vrouw valt het geweten van Libanon binnen":
Met May Murrs werk 'Elissa', een Libanese Shakespeare, heeft zij haarzelf bewezen als de stichtster van het Libanese drama en een gigant onder de giganten... Veel kan over haar kunst geschreven worden... May Murr is een van de auteurs die iets nieuws kan creëren in de vreemdheid van een unieke behandeling; en op het gebied van schoonheid schept zij wonderen.

## Onderscheidingen
- Le Prix des Gens de Lettres de France (1968).
- Le Prix de la Rose des Poètes, Parijs (1969).
- The Saïd Akl Prize, 1970.
- The Fakr Eddine Prize, toegekend door generaal Aziz Ahdab.

## Publicaties
May Murr heeft meer dan 3.000 artikelen geschreven op het gebied van theologie, filosofie, politiek, literatuur, kunst, geschiedenis, aardrijkskunde en maatschappelijke problemen met de nadruk op de problemen binnen een familie, vrouwelijkheid en jeugd. Haar artikelen waren te lezen in de grotere Libanese kranten en tijdschriften. Zij schreef in drie talen, Libanees-Arabisch (binnen Libanese nationalistische kringen wordt Libanon niet als Arabisch gezien, ook Said Akl schreef in de uitgesproken Libanese variant), Frans en Arabisch.
Zij was van 1975 tot 1982 de hoofdredacteur voor het weekblad "Lebnan". Zij schreef wekelijks politieke artikelen, gedichten en extracten van haar epische werk Lubnaniyada (een gedicht van zo'n 30.000 verzen in het Libanees) en historische essays.

### In het Libanees
- Elissa: een historisch drama. Beiroet, 1968.
- Ik hou van jou: Liefdesgedichten (in het Libanese alfabet van Said Akl), Editions St Paul, 1978.
- Verscheidene publicaties van poëzie en proza

### In het Frans
- Pourquoi les Roses? Liefdesgedichten (zowel in klassieke als vrije stijl), Parijs, Grassin, 1967.
- Penchent Leur Tête les Epis: Gedichten (zowel in klassieke als vrije stijl), Parijs, Grassin, 1969. Parijs, Grassin, 1967.
- Il S'agit d'un Rien d'Amour: Gebeden (in vrije stijl), Parijs, Grassin, 1970.
- Quatrains: Gedichten (in klassieke stijl), Parijs, Grassin — Jounieh, St Paul, 1971.
- Kamal: Poëzie en proza met een gebed als introductie. Beiroet, Ishtar, 1987.
- Poésie Trismégiste: Spirituele gedichten (in klassieke stijl), Etablissements Khalifé pour l'Impression, Beiroet, 1994.

### In het Arabisch
- De Mooiste Verhalen van Libanon-Fenicië
- Het Magische Vogeltje
- Het Tijdschip
- Libanon en Fenicië
- Thor en Maya
- De Smaragd Tempel
- Ik Zal Jouw Naam geven aan Tyre
- Degene die het Imperium van de Wereld restaureerde voor de Feniciërs
- Tripoli, Ik heb jou liever voor mijzelf
- Hij bedoelde ons voor de Liefde
- Elissa, Stichtster van de Koningin van onze Emporia's
- Sidon keert terug uit de Dood
- Euclid van Tyre, Organisator van de Geest

May Murr heeft tevens een verzameling van drie klassieke Arabische gedichten gepubliceerd:
- Mijn God, Ik hou van Jou.
- Ook van Libanon hou ik.
- Een Kus voor Jou.

### Niet-gepubliceerde werken
Vele werken geschreven in samenwerkend verband met haar man Alfred Murr moeten nog gepubliceerd worden:
- Jezus. Een episch gedicht in het Libanees met meer dan 15.000 verzen
- De eerste liefdesbrief, ook wel Thor en Maya. Een historische roman
- Cadmus van Tyre. De Universele Heerser. Een historische roman
- Hij bedoelde ons voor de Liefde, of Adoniram, Solomon en de Koningin van Sheba. Een historische roman.
- Euclid van Tyre, Organisator van de Geest
- Verscheidene romans, toneelstukken, novellen (waaronder Marina) en negen boeken aan poëzie[1]